# Мелоді Гардо
Мелоді Гардот (англ. Melody Gardot), *2 лютого 1985, Нью-Джерсі) — американська джазова співачка.

## Біографія
Гардо почала займатися музикою з 9-ти років: фортепіано і гітара. В 16 почала виступати в нічному клубі - по п'ятницях та суботах, по чотири години. Коли Мелоді було 19 років, вона катаючись на велосипеді потрапила під колеса автомобіля, отримавши черепно-мозкову травму, безліч переломів. Перебуваючи у лікарні, Мелоді за порадою лікарів стала займатися музичною терапією. Ця терапія стала не тільки першим кроком до одужання, але також до успішної кар'єри як співачки та композитора: ще не маючи можливості самостійно пересуватися по лікарняній палаті, вона записала альбом «Some Lessons — The Bedroom Sessions» (2005).
Бабуся Мелоді була польською імігранткою, мати - фотографом.  

## Дискографія
- Some Lessons — The Bedroom Sessions (2005).

- Worrisome Heart (2008)

- Live from SoHo (2009)

- My One and Only Thrill [auch als Special Edition mit Bonus-CD: 'Live in Paris'] (2009)

- The Absence (2012)